# Hydroptila talladega
Hydroptila talladega är en nattsländeart som beskrevs av Harris 1985. Hydroptila talladega ingår i släktet Hydroptila och familjen smånattsländor. Inga underarter finns listade i Catalogue of Life.